# إيجيديو بريمياني
إيجيديو بريمياني (بالإيطالية: Egidio Premiani)‏ مواليد 1909 - وفيات 2002، كان لاعب كرة سلة إيطالي. مثّل منتخب بلاده. شارك في مسابقة كرة السلة في الألعاب الأولمبية الصيفية.

## روابط خارجية
- إيجيديو بريمياني على موقع سبورتس رفرنس (الإنجليزية)
- إيجيديو بريمياني على موقع أوليمبيديا (الإنجليزية)